# 春雨 (食品)

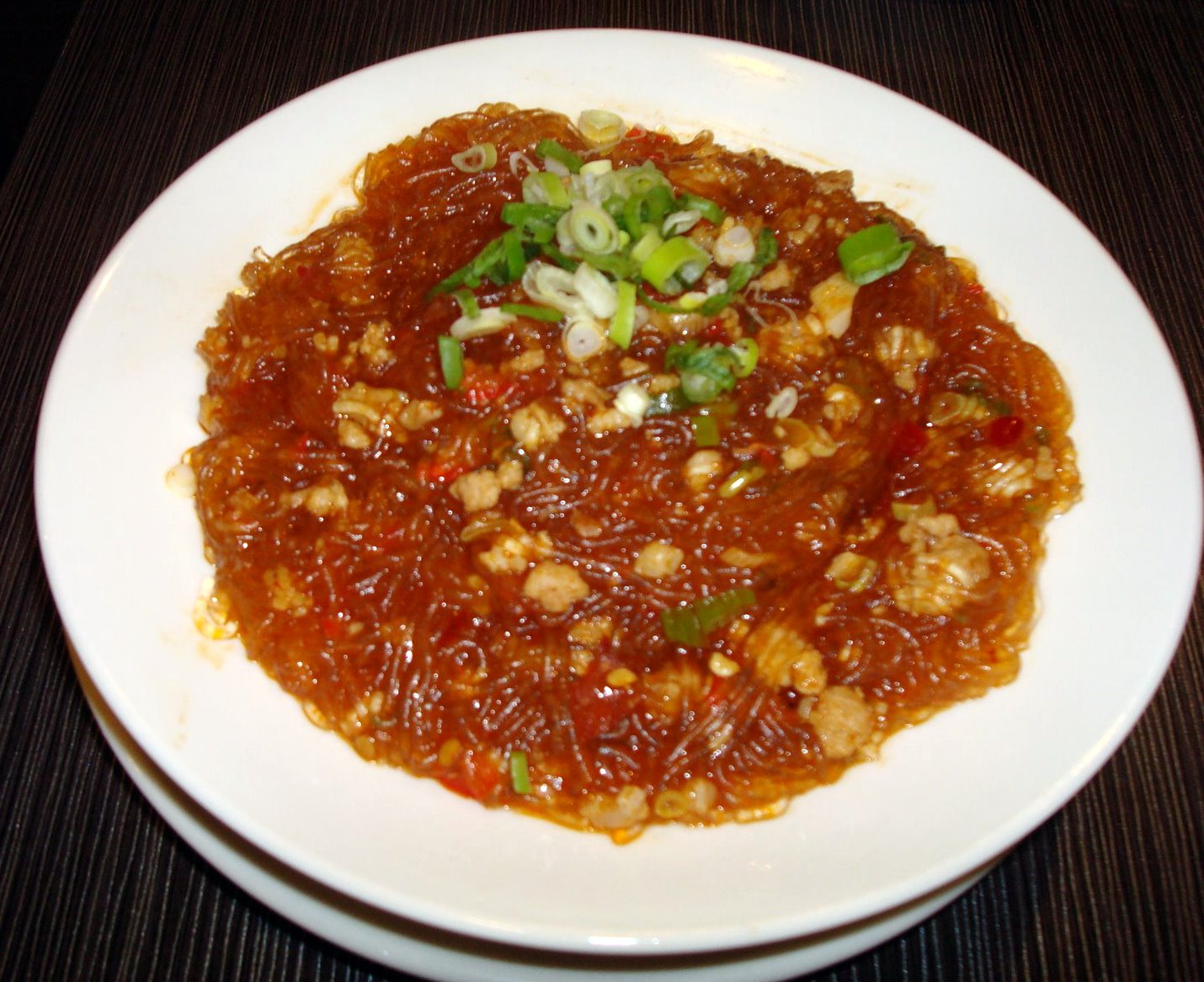
四川の春雨料理 螞蟻上樹

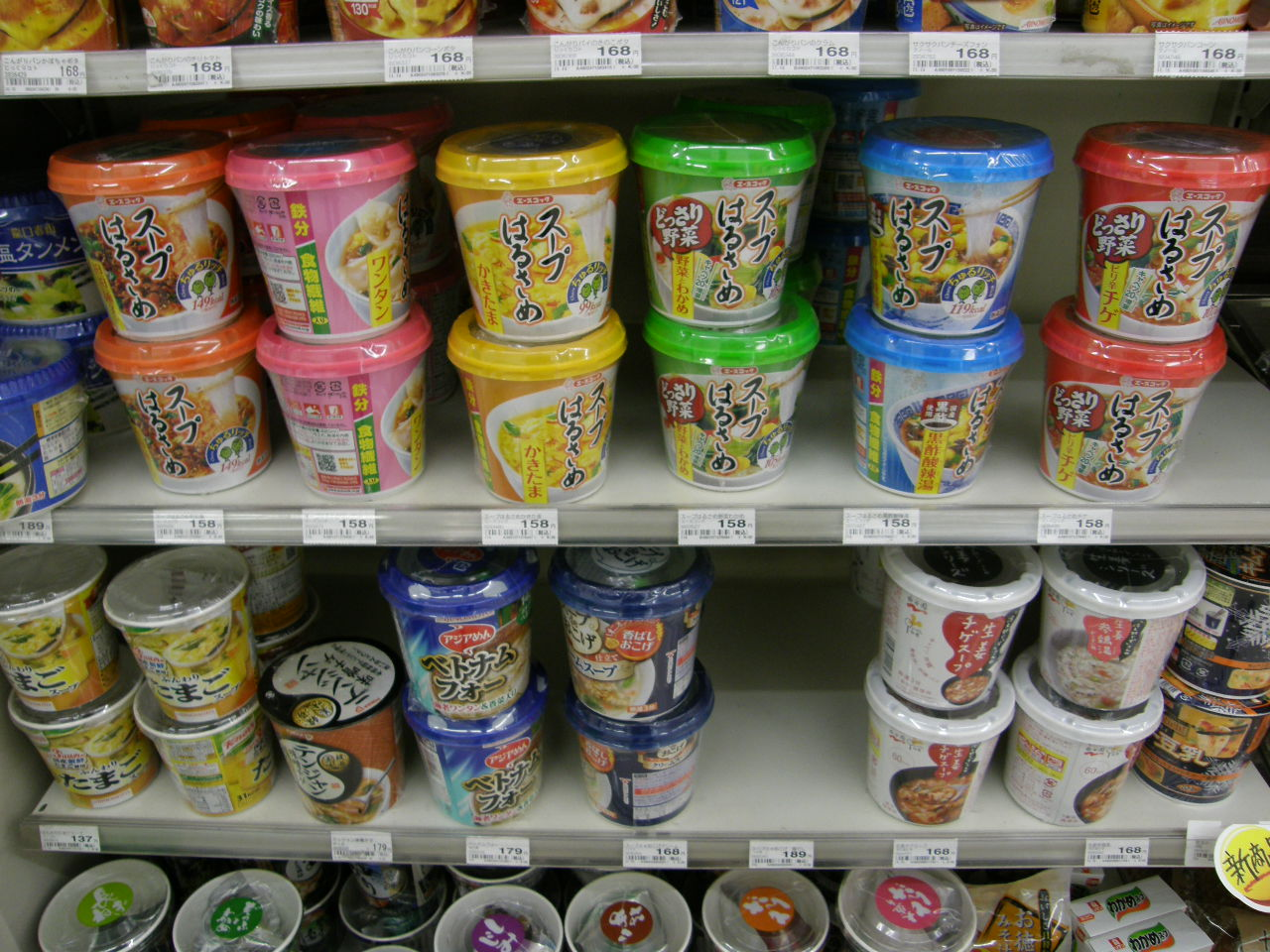
日本のカップ入り即席春雨

春雨（はるさめ）とは、リョクトウ（緑豆）あるいはジャガイモ（馬鈴薯）やサツマイモ（甘藷）、トウモロコシなどから採取されたデンプンを原料として作られる澱粉質食品の一種。英語で glass noodles。またはPotato noodle。
中国語では「粉条」（拼音: fěntiáo; フェンティアオ）と呼ぶほか、台湾では「冬粉」（台湾語では「タンフン」）、北京では「粉絲」（拼音: fěnsī; フェンスー）とも称する。春の雨になぞらえた美称は日本で名付けられたものだという。

## 概要
リョクトウを主原料とする中国産のもの（豆麺）と、ジャガイモ（馬鈴薯）やサツマイモ（甘藷）またはトウモロコシを主原料とする日本産のものがあり見た目や特性に違いがある。
中国では山東省竜口市の「龍口春雨」が知られているが、実際の産地は隣接する招遠市が主である。
日本では奈良県が主産地で、桜井市と御所市で全国の生産の約6割を占めている。
見た目は中国産のほうが透明であるが、これは日本産の春雨では糸コンニャク様の食品物性を与えるために製造時に凍結処理を行っているためである。食品特性では煮沸時の増重倍率などにも違いがあり、日本産のものでは3分煮沸で3～8倍と幅があるが、中国産のものは7倍程度となる。
マロニーもジャガイモデンプンとコーンスターチを原料とするが、メーカーは異なる食品だとしている。なお、同じような調理法も多いビーフンは、基本的にはうるち米から製造する食品である。

## 歴史
春雨は西暦1000年前後には中国で作られていた食品である。日本には、禅宗の精進料理の材料として鎌倉時代に伝来したとされる。

## 製法
リョクトウ、ジャガイモ、サツマイモなどから採取されたデンプンを熱湯で練った糊に、さらにデンプンと湯を加えながら練り上げて生地を作る。この生地を、直径が1mmほどの穴の開いた容器から熱湯中に押し出して煮沸する。この方式には押出方式と懸垂方式がある。また、先述のように日本産の春雨では、水冷後に凍結する工程（冷凍製法）がみられ、めん線分離を良くして糸コンニャク様の食品物性を与える効果がある。こうして加工したものを天日乾燥して作られる。したがって、完成後の水分含有率は低く、乾燥状態を保っていれば長期保存が可能である。
なお、春雨はモヤシ（豆もやし）とともにリョクトウの代表的な用途である。

## 食べ方
春雨は乾燥したままでは食用に向かないので、食べるには何らかの調理を必要とする。一般的なのは、水か湯で少し戻してから加熱し、煮物や炒め物にすることである。また、戻したものを春雨サラダのような和え物料理にもする。
中華料理では炒め物や汁の少ない鍋料理などの主役になるほか、春巻きなどの具にしたり、麺料理として使ったりする。水で戻さずに乾燥した状態のまま油で揚げると、白くなり、数倍のかさに膨れる特性があるため、皿と料理の間に敷き付け合わせにするなどの調理法がある。春雨を使った一般的な料理に、春雨を挽き肉と煮込んで唐辛子で味付けた四川料理である螞蟻上樹（マーイーシャンシュー）がある。また、歯ごたえやスープを吸う特性を生かしてフカヒレの代用として使う事もある。
朝鮮料理では「タンミョン」（唐麺、朝鮮語: 당면）、または「ホミョン」（胡麺、朝鮮語: 호면）と呼び、水で戻した春雨を野菜類と一緒にごま油で炒めたチャプチェとして供することが多い。
タイ料理では「ウンセン」（タイ語: วุ้นเส้น）と呼び、ヤムウンセンなどの和え物や鍋物にする。トムヤムクンなどのスープ料理に春雨を入れることもある。
ベトナム料理では「ミエン」（ベトナム語: Miến）と呼び、フォーやブンと同じように麺料理として利用する。
日本では鍋料理の具として使うほか、煮戻してごま油や少量の唐辛子などで中華風に味付けし、「中華サラダ」とすることが多い。短く切った春雨を揚げ物の衣とすることもあり、これを春雨揚げと呼ぶ。麻婆春雨は春雨を炒め煮にした日本風の中華料理である（前述の螞蟻上樹に近い）。熊本県中部の郷土料理である太平燕（タイピーエン）は春雨を主体にした麺料理であり、春雨を麺類として利用する点が日本においては珍しい料理ともされる。
インスタント食品の一種として、カップ型の春雨ヌードルがあるほか、小麦麺を春雨で代替した低カロリーなラーメンや焼きそば風のスナックなども見ることができる。

## 粉皮
緑豆をシート状に蒸して作るものを中国語で「粉皮」（フェンピー、fěnpí）と呼び、広義の意味で春雨の仲間とされる。野菜と和えたり、スープの具材や炒め物に用いる。俗に板春雨（いたはるさめ）と呼ばれることもある。
中国では生の状態の粉皮は食べやすい大きさに切って野菜と和えたり、他の食材といっしょに炒めて食される。乾燥品は具材を巻いて、揚げ物にするなどで利用される。なお、日本では乾燥品の粉皮を乾燥品の春雨と同じように湯で戻して食する食べ方が広まっている。